# Slät skruvsnäcka
Slät skruvsnäcka (Columella edentula) är en snäckart som först beskrevs av Draparnaud 1805. Enligt Catalogue of Life ingår Slät skruvsnäcka i släktet Columella och familjen puppsnäckor, men enligt Dyntaxa är tillhörigheten istället släktet Columella och familjen grynsnäckor. IUCN kategoriserar arten globalt som livskraftig. Arten är reproducerande i Sverige. Inga underarter finns listade i Catalogue of Life.

## Bildgalleri

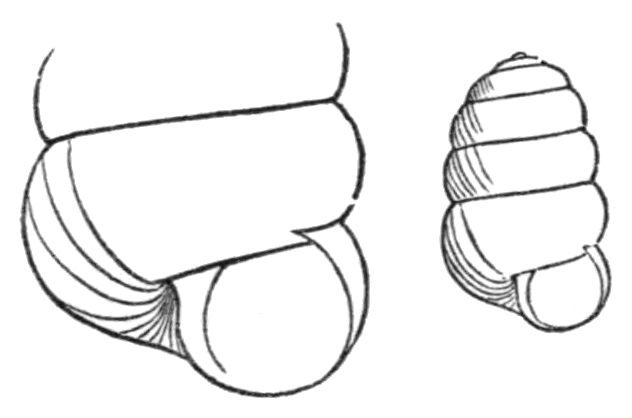